# Mombasius aeneipes
Mombasius aeneipes là một loài bọ cánh cứng trong họ Cerambycidae.